# Бігелов (Арканзас)
Бігелов (англ. Bigelow) — місто (англ. town) в США, в окрузі Перрі штату Арканзас. Населення — 352 особи (2020).

## Географія
Бігелов розташований за координатами 34°59′53″ пн. ш. 92°37′52″ зх. д. / 34.99806° пн. ш. 92.63111° зх. д. (34.998163, -92.631107).  За даними Бюро перепису населення США в 2010 році місто мало площу 2,18 км², уся площа — суходіл.

## Демографія
Згідно з переписом 2010 року, у місті мешкало 315 осіб у 117 домогосподарствах у складі 85 родин. Густота населення становила 144 особи/км².  Було 134 помешкання (61/км²). 
Расовий склад населення:
| - 95,9 % — білих - 3,8 % — чорних або афроамериканців |

До двох чи більше рас належало 0,3 %. Іспаномовні складали 1,0 % від усіх жителів.
За віковим діапазоном населення розподілялося таким чином: 27,0 % — особи молодші 18 років, 60,3 % — особи у віці 18—64 років, 12,7 % — особи у віці 65 років та старші. Медіана віку мешканця становила 36,1 року. На 100 осіб жіночої статі у місті припадало 88,6 чоловіків;  на 100 жінок у віці від 18 років та старших — 81,1 чоловіків також старших 18 років.
Середній дохід на одне домашнє господарство  становив 50 505 доларів США (медіана — 33 750), а середній дохід на одну сім'ю — 48 968 доларів (медіана — 40 000). За межею бідності перебувало 21,5 % осіб, у тому числі 28,3 % дітей у віці до 18 років та 13,1 % осіб у віці 65 років та старших.
Цивільне працевлаштоване населення становило 118 осіб. Основні галузі зайнятості: освіта, охорона здоров'я та соціальна допомога — 28,0 %, будівництво — 22,9 %, виробництво — 10,2 %, публічна адміністрація — 8,5 %.